# Pirmin Zurbriggen
Pirmin Zurbriggen (n. 4 februarie 1963, Saas-Almagell⁠(d), Cantonul Valais, Elveția) este un schior alpin ce a reprezentat Elveția, medaliat olimpic. A participat la 2 ediții ale Jocurilor Olimpice (1984, 1988) în care a câștigat o medalie de aur și o medalie de bronz.